# Vittorio Duse
Vittorio Duse (Loreto, 21 marzo 1916 – Roma, 2 giugno 2005) è stato un attore, regista e sceneggiatore italiano.

## Biografia
Dopo aver conseguito il diploma al Centro sperimentale di cinematografia ed aver interpretato piccoli ruoli ne Il cavaliere senza nome (1941) di Ferruccio Cerio, Una signora dell'Ovest (1942) di Carl Koch, Giarabub (1942) di Goffredo Alessandrini, Il leone di Damasco (1942) di Enrico Guazzoni e Redenzione (1943) di Marcello Albani, con il ruolo di agente di polizia in Ossessione (1943) di Luchino Visconti gli si presenta la prima grande occasione nel mondo del cinema.
In seguito a questa esperienza, registi importanti come Vergano, De Santis, Camerini e Lizzani si accorgono presto delle sue doti artistiche e lo ingaggiano per affidargli ruoli significativi in produzioni di rilievo, come quello di Cesare ne Il sole sorge ancora (1946).
Duse tenta anche, pur senza successo, una carriera da regista, dirigendo nel 1954 L'ultima illusione, al quale seguono l'anno successivo Il nostro campione e nel 1957 A vent'anni è sempre festa.
Nel 1970 ha un ruolo di rilievo nel celebre film Indagine su un cittadino al di sopra di ogni sospetto, di Elio Petri.
Nel 1990 Francis Ford Coppola gli affida la parte dell'anziano Don Tommasino ne Il padrino - Parte III.
Nel 2000 appare nella puntata ambientata a Napoli della famosa serie televisiva I Soprano, dove interpreta il ruolo di don Vittorio.

## Filmografia parziale
- Il cavaliere senza nome, regia di Ferruccio Cerio (1941)
- Una signora dell'Ovest, regia di Carl Koch (1942)
- Il leone di Damasco, regia di Corrado D'Errico e Enrico Guazzoni (1942)
- Giarabub, regia di Goffredo Alessandrini (1942)
- Redenzione,regia di Marcello Albani (1943)
- Ossessione, regia di Luchino Visconti (1943)
- Inquietudine, regia di Vittorio Carpignano e Emilio Cordero (1946)
- Il sole sorge ancora, regia di Aldo Vergano (1946)
- Caccia tragica, regia di Giuseppe De Santis (1947)
- Il cavaliere misterioso, regia di Riccardo Freda (1948)
- La figlia della Madonna, regia di Roberto Bianchi Montero (1949)
- Le due madonne, regia di Enzo Di Gianni e Giorgio Simonelli (1949)
- Il grido della terra, regia di Duilio Coletti (1949)
- Altura, regia di Mario Sequi (1949)
- Torna a Napoli, regia di Domenico Gambino (1949)
- Benvenuto reverendo!, regia di Aldo Fabrizi (1950)
- Guarany, regia di Riccardo Freda (1950)
- Il sentiero dell'odio, regia di Sergio Grieco (1950)
- Bellezze in bicicletta, regia di Carlo Campogalliani (1951)
- Santa Lucia luntana..., regia di Aldo Vergano (1951)
- Io sono il Capataz, regia di Giorgio Simonelli (1951)
- Achtung! Banditi!, regia di Carlo Lizzani (1951)
- Addio, figlio mio!, regia di Giuseppe Guarino (1952)
- Il sole negli occhi, regia di Antonio Pietrangeli (1953)
- Frine, cortigiana d'Oriente, regia di Mario Bonnard (1953)
- Lo scocciatore (Via Padova 46), regia di Giorgio Bianchi (1953)
- Infame accusa, regia di Giuseppe Vari (1953)
- Ripudiata, regia di Giorgio Walter Chili (1954)
- Ultima illusione, regia di Vittorio Duse (1954)
- Il nostro campione, regia di Vittorio Duse (1955)
- Un giglio infranto, regia di Giorgio Walter Chili (1955)
- A vent'anni è sempre festa, regia di Vittorio Duse (1957)
- Esame di guida (Tempo di Roma), regia di Denys de la Patellière (1962)
- Odio mortale regia di Franco Montemurro (1962)
- Il Gattopardo, regia di Luchino Visconti (1963)
- Scaramouche, regia di Daniele D'Anza (1965)
- I sovversivi, regia di Paolo e Vittorio Taviani (1967)
- Galileo, regia di Liliana Cavani (1968)
- Colpo rovente, regia di Piero Zuffi (1969)
- I dannati della terra, regia di Valentino Orsini (1969)
- Indagine su un cittadino al di sopra di ogni sospetto, regia di Elio Petri (1970)
- Corbari, regia di Valentino Orsini (1970)
- Amore e morte nel giardino degli dei, regia di Sauro Scavolini (1972)
- Il caso Pisciotta, regia di Eriprando Visconti (1972)
- Alfredo Alfredo, regia di Pietro Germi (1972)
- Torino nera, regia di Carlo Lizzani (1972)
- Piedone lo sbirro, regia di Steno (1973)
- Il bacio di una morta, regia di Carlo Infascelli (1974)
- Qualcosa di biondo, regia di Maurizio Ponzi (1984)
- Il padrino - Parte III (The Godfather: Part III), regia di Francis Ford Coppola (1990)
- Il senso della vertigine, regia di Paolo Bologna (1991)
- Un incantevole aprile (Enchanted April), regia di Mike Newell (1992)
- Il tempo del ritorno, regia di Licio Lunerti (1994)
- L'arcano incantatore, regia di Pupi Avati (1996)
- Ecco fatto, regia di Gabriele Muccino (1998)
- Fate un bel sorriso, regia di Anna Di Francisca (2000)
- Due gemelle a Roma, regia di Steve Purcell (2002)

### Televisione
- Un paese che legge, episodio di Aprite: polizia!, regia di Daniele D'Anza (1958)
- Più rosa che giallo – serie TV, episodi 1x7 (1962)
- In Pretura, commedia di Giuseppe Ottolenghi, regia di Vittorio Brignole, trasmesso il 4 dicembre 1963
- I Soprano (The Sopranos) - serie TV - episodio 2x04 (2000)

## Prosa televisiva Rai
- Una tragedia americana, regia di Anton Giulio Majano (1962)
- Terno secco, regia di Gilberto Tofano (1963)
- L'affare Dreyfus (1968)
- Il segreto di Luca, regia di Ottavio Spadaro (1969)
- Il segno del comando, regia di Daniele D'Anza (1971)
- La piovra 4, regia di Luigi Perelli (1989)

## Regista
- Ultima illusione (1954)
- Il nostro campione (1955)
- A vent'anni è sempre festa (1957)

## Sceneggiatore
- Ultima illusione (1954)
- Il nostro campione (1955) - anche produttore

## Doppiatori italiani
Nelle versioni in italiano dei suoi film, Vittorio Duse è stato doppiato da:
- Gualtiero De Angelis in Il sole sorge ancora, Torna a Napoli
- Bruno Persa in Corbari, Piedone lo sbirro
- Vittorio Sanipoli in Benvenuto reverendo!
- Renato Turi in Achtung! Banditi!
- Stefano Sibaldi in Un giglio infranto
- Mario Feliciani in Colpo rovente
- Sergio Graziani in Alfredo Alfredo
- Franco Chillemi ne Il padrino - Parte III